# Psiarnia (Kielce)
Psiarnia – dawna miejscowość, znajdujacą się od 1916 roku w granicach Kielc, w ich centralnej części.

## Historia
Psiarnia to dawny folwark biskupi, który został poddany pod koniec XVIII wieku upaństwowieniu tak samo jak inne dobra, będące w posiadaniu biskupów krakowskich. Po folwarku zachował się Dworek Karscha, na wzgórzu przy skrzyżowaniu ulic Jana Pawła II i Ogrodowej.
15 października 1916 Psiarnię wraz z kamieniołomami i wapiennikiem Kadzielnia wyłączono z gminy Niewachlów i włączono do Kielc.